# Scolopia nitida
Scolopia nitida är en videväxtart som beskrevs av Cyril Tenison White. Scolopia nitida ingår i släktet Scolopia och familjen videväxter. Inga underarter finns listade i Catalogue of Life.